# كل ملائكته
«كل ملائكته» (بالإنجليزية: "All His Angels")‏ هي الحلقة الخامسة عشر من الموسم الرابع من مسلسل «فايكنغز» التلفزيوني الدرامي التاريخي والحلقة الرابع والأربعين في سلسلة حلقات المسلسل ككل. أخرج الحلقة سياران دونيلي وكتبها مايكل هيرست، وتم بثها في 28 ديسمبر 2016.
نجوم الحلقة ترافيس فيميل، كاثرين وينيك، جون كافانا، مو دانفورد، أليكس أندرسن، ديفيد ليندستروم، جوردن سميث، ولينوس روتش. كليف ستاندين، جوزتاف سكارسجارد، الكسندر لودفيج، وأليسا سثرلاند كما ظهروا في لقطات الأرشيف.
وقد حظيت بشهرة واسعة، خاصة بالنسبة لأداء فيميل، وتم ترشيحها للحصول على جائزة جائزة الإيمي برايم تايم عن مكياج رائع لسلسلة كاميرا واحدة (غير الاصطناعية) في حفل جوائز إيمى للفنون الإبداعية رقم 69.

## الاستقبال

### الأوسمة
| العام | الجائزة                     | الفئة                                           | الترشيح/الترشيحات | النتيجة |
| ----- | --------------------------- | ----------------------------------------------- | --- | ------- |
| 2017  | جوائز إيمي للفنون الإبداعية | مكياج رائع لسلسلة كاميرا واحدة (غير الاصطناعية) | توم ماكينيرني، رئيس قسم ماكياج الفنان كاتي ديروين، مفتاح ماكياج الفنان سيارا سكينيل، ماكياج الفنان ليزان بروكتور، ماكياج الفنان | رُشِّح     |

## روابط خارجية
- كل ملائكته على موقع IMDb (الإنجليزية)

## وصلات فنية
- «كل ملائكته» على قاعدة بيانات الأفلام على الإنترنت (بالإنجليزية)
- "كل ملائكته" على تي في.كوم (بالإنجليزية)